# 土佐電気鉄道貨1形電車
土佐電気鉄道貨1形電車（とさでんきてつどうか1がたでんしゃ）は、とさでん交通に在籍する路面電車の電動貨車。2014年10月1日付で土佐電気鉄道が土佐電ドリームサービス・高知県交通と経営統合し、新会社とさでん交通による運営に移行したのに伴い、土佐電気鉄道からとさでん交通に承継された。1形1号が正規な名称である。

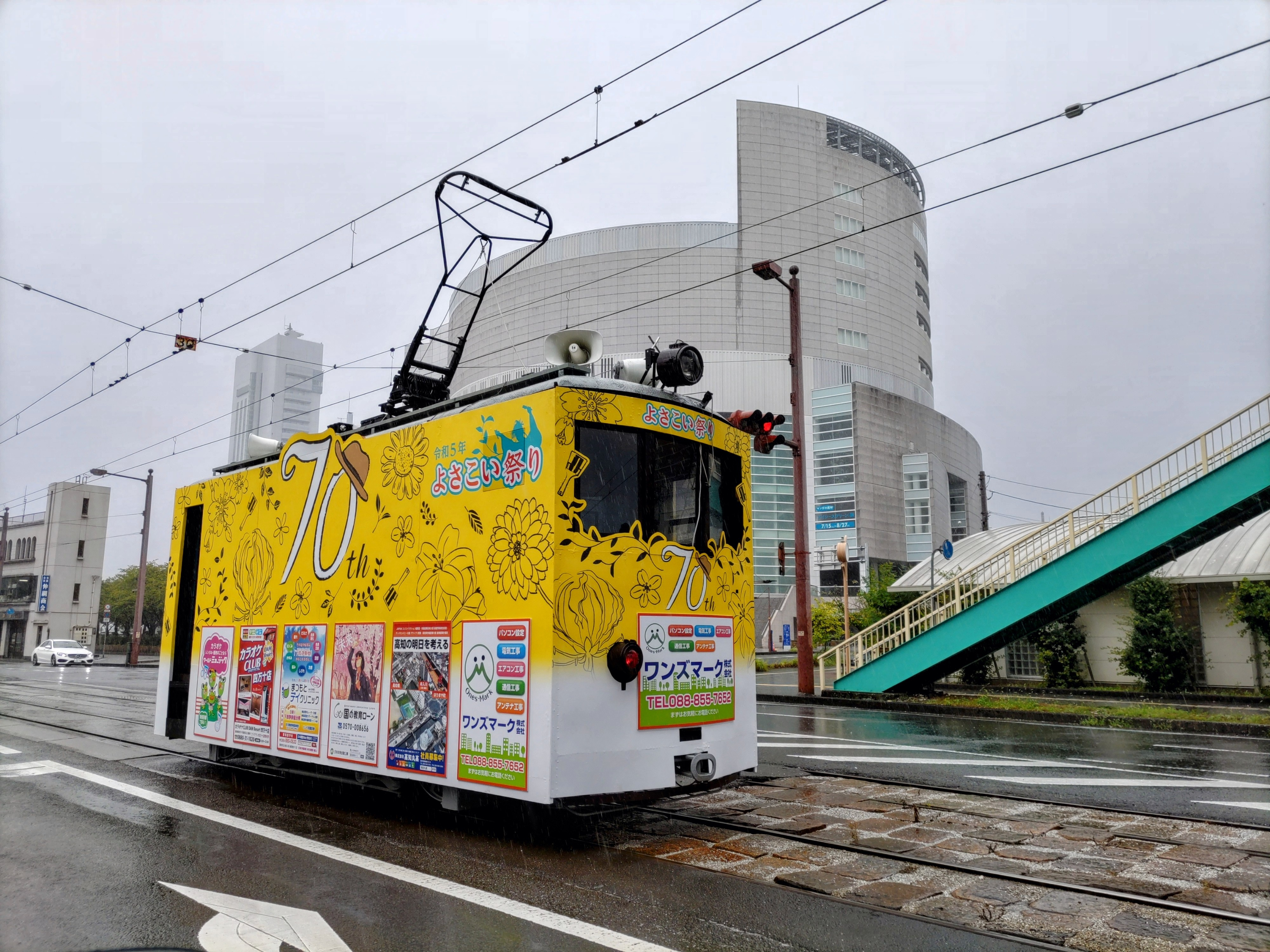
よさこい祭り７０周年記念の花電車として運行された貨1形

## 概要
1952年（昭和27年）土佐電気鉄道若松町工場製。廃車となった木製電動貨車（1904年5月梅鉢鉄工所製）の台枠を鋼製化の上流用し、新造車体を組み合わせて製造された。事業用として使用されるほか、毎年8月9日 - 12日に行われるよさこい祭りの際には花電車として使用されている。最大寸法6700×1860×3788、荷重容量3トン、台車ブリル、主電動機22.4kw2個
集電装置はパンタグラフではなくビューゲルである。